# Ypthima akragas
Ypthima akragas är en fjärilsart som beskrevs av Hans Fruhstorfer 1911. Ypthima akragas ingår i släktet Ypthima och familjen praktfjärilar. Inga underarter finns listade i Catalogue of Life.